# غريغ ليون
غريغ ليون (بالإنجليزية: Greg Leon)‏ هو منتج أسطوانات وكاتب أغاني وموسيقي أمريكي، ولد في 5 مايو 1958 في غلينديل في الولايات المتحدة.

## وصلات خارجية
- غريغ ليون على موقع ميوزك برينز (الإنجليزية)